# Státní svátky Rakouska
Státní svátky v Rakousku upravuje § 7 Spolkového zákona o dnech pracovního klidu (vydán 1984). Celkově je v Rakousku 13 státních svátků (dnů pracovního volna).

## Svátky (jako dny pracovního klidu) v Rakouské republice
| Datum        | Český název                      | Místní název        | Poznámky |
| ------------ | -------------------------------- | ------------------- | -------- |
| 1. ledna     | Nový rok                         | Neujahr             |          |
| 6. ledna     | Tři králové                      | Heilige Drei Könige |          |
| proměnlivé   | Velikonoční pondělí              | Ostermontag         |          |
| 1. května    | Svátek práce                     | Staatsfeiertag      |          |
| proměnlivé   | Svátek Nanebevstoupení Páně      | Christi Himmelfahrt |          |
| proměnlivé   | Svatodušní pondělí               | Pfingstmontag       |          |
| proměnlivé   | Slavnost Těla a Krve Páně        | Fronleichnam        |          |
| 15. srpna    | Nanebevzetí Panny Marie          | Mariä Himmelfahrt   |          |
| 26. října    | Státní svátek Rakouské republiky | Nationalfeiertag    |          |
| 1. listopadu | Slavnost Všech svatých           | Allerheiligen       |          |
| 8. prosince  | Neposkvrněné početí Panny Marie  | Mariä Empfängnis    |          |
| 24. prosince | Štědrý večer                     | Heiliger Abend      |          |
| 25. prosince | První svátek vánoční             | Christtag           |          |
| 26. prosince | Druhý svátek vánoční             | Stefanitag          |          |
| 31. prosince | Silvestr                         | Silvester           |          |